# Wahlbergvleerhond
De wahlbergvleerhond (Epomophorus wahlbergi)  is een zoogdier uit de familie van de vleerhonden (Pteropodidae). De wetenschappelijke naam van de soort werd voor het eerst geldig gepubliceerd door Sundevall in 1846.

## Kenmerken
Deze soort hebben twee witte kwastjes bij de oorbasis. Het mannetje bezit tevens witte epauletten op de schouders, die waarschijnlijk dienen om het silhouet van het dier, van onderen gezien tegen een vlekkerige achtergrond, te camoufleren. De lichaamslengte bedraagt 12 tot 16 cm, het gewicht 65 tot 125 gram.

## Verspreiding
Deze soort komt voor in tropische bossen en stedelijke gebieden in Oost-, Midden- en zuidelijk Afrika.

## Voortplanting
In de voortplantingstijd maakt het mannetje hoge geluiden om een vrouwtje te lokken.